# 31Knots
31Knots es una banda basada en Portland, y formada por el guitarrista Joe Haege y el bajista Jay Winebrenner. Originalmente, fue fundada en Chicago en 1997. En 1998 la banda añadió a Joe Kelly como baterista, pero en el año 2003 fue remplazado por Jay Pellicci de la banda Dilute. 
Sus primeros álbumes exploraban los límites del trío de guitarra-bajo-batería, mientras sus obras más recientes han visto añadidos muestras, piano, y letras cada vez más sesgadas que empujan la música de esta banda a un género sin clasificación. Desde el 2004, 31Knots ha ido de gira por Europa varias veces.

## Discografía

### Álbumes
- Algut Allbrain (1997 - RangHok)
- Climax / Anti-Climax (4 de enero de 2000 - RangHok / 19 de marzo de 2009 (Re-Release) - Polyvinyl)
- A Word Is Also a Picture of a Word (1 de octubre de 2002 - 54º40' o Fight!)
- It Was High Time To Escape (2 sep 2003 - 54º40' o Fight!)
- Talk Like Blood (11 de octubre de 2005 - Own Records (Europe) / Polyvinyl (US))
- The Days and Nights of Everything Anywhere (6 de marzo de 2007 - Polyvinyl)
- Worried Well (19 de agosto de 2008 - Polyvinyl)
- Trump Harm (7 de junio de 2011 - Polyvinyl)

### EP
- The Rehearsal Dinner EP (12 de mar 2002 - 54º40' o Fight!)
- The Curse of the Longest Day (1 de nov. 2004 - Own Records (Europe) / 12 de jul 2005 - Polyvinyl (US))
- ep:Polemics (7 de nov 2006 - Polyvinyl)